# Baeonoma orthozona
Baeonoma orthozona es una especie de polilla del género Baeonoma, orden Lepidoptera. Fue descrita científicamente por Meyrick en 1916.

## Descripción
Tiene una envergadura entre 13 y 14 mm. Las alas anteriores son de color oscuro con una mancha blanca en la base del dorso. Las alas posteriores son grises.

## Distribución
Se encuentra en Guayana Francesa.